# Janet D. Spector
Janet D. Spector (21 octobre 1944 – 13 septembre 2011) est une archéologue américaine. Elle est connue pour sa contribution à l'archéologie du genre et l'éthnoarchéologie,.

## Biographie
Née en 1944, Janet D. Spector effectue ses études à l'université de Wisconsin-Madison. Ayant obtenu son diplôme de master en 1970, elle se consacre ensuite aux mouvements féministes et anti-guerre avant de revenir au monde académique.
Devenue professeure à l'université du Minnesota, elle aide à y fonder le programme des études des femmes (women's studies), aujourd'hui le département "Gender, Women and Sexuality Studies". Elle en sera la présidente de 1981 à 1984. En 1984, elle co-écrit avec Margaret Conkey un des premiers articles sur l'archéologie du genre intitulé Archaeology and the Study of Gender. En 1986, elle reçoit le Horace Morse-Amoco Award. En 1988, elle devient l'assistante ("special assistant") du vice-président aux affaires académiques et en 1992, elle obtient le poste d'assistante du doyen ("assistant provost") et préside à la commission des femmes de l'université.
Elle est également notamment l'autrice de What This Awl Means: Feminist Archaeology at a Wahpeton Dakota Village, un ouvrage publié en 1993 combinant à la fois autobiographie et fiction, centré sur les fouilles menées par Janet D. Spector sur le site de Little Rapids (aussi connu comme Inyan Ceyaka Otonwe) dans le Comté de Scott (Minnesota) et le récit fictif d'une jeune femme Dakota qui vivait dans le village. Il est novateur pour son sujet - l'étude des rôles des hommes et des femmes au sein de la communauté - d'une part ; et pour les méthodes de recherche employées - combinant à la fois l'archéologie et l'anthropologie - d'autre part.
Elle est décédée en 2011 d'un cancer du sein.